# Raiffeisen-Volksbank Ries
Die Raiffeisen-Volksbank Ries eG ist eine Genossenschaftsbank im Landkreis Donau-Ries (Bayern). 

## Geschichte
Die Raiffeisen-Volksbank Ries fußt auf vielen kleinen Rieser Dorfgenossenschaften. Diese wurden großteils in der zweiten Hälfte des 19. Jahrhunderts gegründet. Die ältesten  Darlehenskassenvereine wurden in Alerheim (1883), in Löpsingen (1884) sowie in Hohenaltheim, Nähermemmingen und Bühl (1885) gegründet. Die erste Genossenschaft im heutigen Geschäftsgebiet der RVB Ries eG entstand jedoch 1874 in Nördlingen.
Die Idee, eine Bank zu gründen, stammte von Ernst Rohmer. Er war ab 1852 Geschäftsleiter der C.H. Beck’schen Buchhandlung in Nördlingen. Als Buchhändler, Journalist und Verleger hatte er wahrscheinlich schon früh von den Aktivitäten  Schulze-Delitzschs und Raiffeisens gehört und gelesen. 
Am 4. März 1874 wurde unter seiner Federführung die Gewerbebank Nördlingen im Sixensaal gegründet. Im Protokoll der Sitzung heißt es: „Die gegenseitige Haftpflicht der Mitglieder mit dem ganzen Vermögen ist es, welche die Sicherheit des Vereins begründet.“ Jedes Mitglied hatte ein hohes Interesse daran, dass es der Genossenschaft gut ging, denn jeder haftete mit seinem Vermögen. Erstmals im Ries wurden die Grundprinzipien von Raiffeisen – Selbsthilfe, Selbstverwaltung und Selbstverantwortung – umgesetzt.
Oft waren es  Pfarrer, die die Gründungen von Darlehenskassenvereinen in den Rieser Dörfern anregten. Sie kannten die Not der Landbevölkerung  und sahen den Vorteil, sich selbst im Dorf zu organisieren und sich selbst zu helfen, wie es Raiffeisen propagierte. Im Verein hatte jedes Mitglied eine Stimme, größere Anschaffungen wurden gemeinsam getätigt, Saatgut und Dünger gemeinsam zu günstigeren Preisen gekauft. Der Verein vergab Kredite für Investitionen einzelner Mitglieder und verwaltete sich selbst. Und oft übernahmen die Geistlichen Verantwortung als Vorstände und Aufsichtsräte. Vielerorts waren auch die Dorflehrer engagiert als Vereinsrechner – nicht zuletzt um ihr kleines Gehalt aufzubessern.
In der ersten Hälfte des 20. Jahrhunderts spürten auch die Dorfraiffeisenkassen die Auswirkungen der beiden Weltkriege und der Inflation deutlich. Das Vereinsleben lag oft viele Jahre brach. In allen Fällen jedoch organisierten sich die Genossenschaftsmitglieder nach schwierigen Phasen wieder neu und waren oft die Aktivposten in der Dorfgemeinschaft. Gemeinsam wurden landwirtschaftliche Geräte wie Kleereiber oder Saatgut-Reinigungsanlagen angeschafft. Neue Lagerhäuser für Getreide, Saatgut und Düngemittel entstanden, um das Warengeschäft besser zu organisieren. Oft wurde auch ein Büro für den Rechner eingerichtet, der dann zu festen Öffnungszeiten zu sprechen war. Zuvor waren alle Geschäfte meist beim Rechner zu Hause abgewickelt worden.
In den 1960er-Jahren beschlossen viele Raiffeisenkassen, sich zu größeren Einheiten zusammenzuschließen. So gingen im Jahr 1966 die Raiffeisenkasse Bühl und die Raiffeisenkasse Wörnitzostheim mit der Raiffeisenkasse Alerheim zusammen. Kleinsorheim schloss sich 1965 mit Möttingen zusammen, 1968 Pfäfflingen und Löpsingen. Stärkere und handlungsfähigere Einheiten entstanden. 
Rechtlich musste mit Einführung des Vier-Augen-Prinzips ein hauptamtlicher Geschäftsführer eingestellt sein. Diese Vorgabe veranlasste wiederum viele kleine Kassen, sich zusammenzuschließen und einen hauptamtlichen Vorstand zu bestellen. 
Die heutige Raiffeisen-Volksbank Ries entstand aus den Zusammenschluss der Raiffeisenbank Nördlingen mit der Volksbank Nördlingen 1990. 1998 kam die Raiffeisenbank Oettingen dazu, 2002 die Raiffeisenbank Möttingen, 2003 die Raiffeisenbank Oberes Kesseltal und 2023 die Raiffeisenbank Bissingen eG.

## Rechtsgrundlagen
Rechtsgrundlagen der Bank sind ihre Satzung und das Genossenschaftsgesetz. Die Organe der Genossenschaftsbank sind der Vorstand, der Aufsichtsrat und die Vertreterversammlung. Die Bank ist der Sicherungseinrichtung des Bundesverbandes der Deutschen Volksbanken und Raiffeisenbanken e.V. angeschlossen, die aus dem Garantiefonds und dem Garantieverbund besteht.

## Niederlassungen
Die Raiffeisen-Volksbank Ries unterhält 21 Geschäftsstellen.

## Stiftung
Im Jahre 2007 hat die Bank die Stiftung der Raiffeisen-Volksbank Ries ins Leben gerufen.

## Gründungen und Fusionen
| Name der Ursprungsgenossenschaft                                        | Ort                         | Gründungsjahr | Fusionsjahr | Fusion mit              |
| ----------------------------------------------------------------------- | --------------------------- | ------------- | ----------- | ----------------------- |
| Nördlingen (Volksbank)                                                  | Nördlingen                  | 1874          | 1990        | RVB Nördlingen          |
| Spar- und Darlehen-Cassen-Verein Alerheim                               | Alerheim                    | 1883          | 1981        | Möttingen               |
| Darlehenskassenverein Löpsingen                                         | Löpsingen                   | 1884          | 1980        | Nördlingen              |
| Hohenaltheimer Darlehenskassenverein                                    | Hohenaltheim                | 1885          | 1974        | Nördlingen              |
| Nähermemminger Spar- und Darlehenskassenverein                          | Nähermemmingen              | 1885          | 1969        | Nördlingen              |
| Bühler Darlehenskassenverein eGmuH in Bühl                              | Bühl im Ries                | 1885          | 1966        | Alerheim                |
| -                                                                       | Mönchsdeggingen             | 1886          | 1991        | Nördlingen              |
| Spar- und Darlehensverein Laub                                          | Laub                        | 1887          | 1969        | Schwörsheim             |
| Spar- und Darlehenskassenverein Appetshofen eGmuH                       | Appetshofen                 | 1887          | 1965        | Möttingen               |
| Schörsheimer Darlehenskassenverein                                      | Schwörsheim                 | 1888          | 1981        | Oettingen in Bayern     |
| Spar- und Darlehenskassenverein Kleinsorheim                            | Kleinsorheim                | 1888          | 1965        | Möttingen               |
| Darlehenskassenverein Balgheim                                          | Balgheim                    | 1888          | 1978        | Möttingen               |
| Darlehenskassenverein Wörnitzostheim                                    | Wörnitzostheim              | 1888          | 1966        | Alerheim                |
| Grosselfinger Darlehens-Kassenverein                                    | Grosselfingen               | 1889          | 1972        | Nördlingen              |
| Megesheimer Darlehenskassenverein eGmuH                                 | Megesheim                   | 1889          | 1964        | Oettingen               |
| Munninger Darlehenskassenverein                                         | Munningen                   | 1889          | 1964        | Heuberg                 |
| Darlehenskassenverein Wallerstein                                       | Wallerstein                 | 1889          | 1989        | Nördlingen              |
| Heroldinger Spar- und Darlehnskassen-Verein                             | Heroldingen                 | 1889          | 1980        | Möttingen               |
| Darlehenskassenverein Ederheim                                          | Ederheim                    | 1890          | 1971        | Nördlingen              |
| Darlehenskassenverein Hürnheim                                          | Hürnheim                    | 1890          | 1968        | Nördlingen              |
| Darlehenskassenverein Auhausen                                          | Auhausen                    | 1891          | 1976        | Oettingen               |
| Darlehenskassenverein Heuberg eGmuH                                     | Heuberg                     | 1891          | 1964        | Munningen               |
| Marktoffinger Darlehenskassenverein                                     | Marktoffingen               | 1891          | 1981        | Wallerstein             |
| Darlehenskassenverein Lehmingen eGmuH                                   | Lehmingen                   | 1892          | 1971        | Oettingen               |
| Möttinger Spar- und Darlehenskassenverein eGmuH                         | Möttingen                   | 1892          | 2002        | RVB Ries                |
| Aufhausener Darlehnskassen-Verein                                       | Aufhausen                   | 1892          | 1967        | Oberes Kesseltal        |
| -                                                                       | Pfäfflingen                 | 1893          | 1968        | Löpsingen               |
| Steinharder Darlehenskassenverein                                       | Steinhart                   | 1894          | 1964        | Oettingen               |
| -                                                                       | Schaffhausen-Rohrbach       | 1895          | 1970        | Mönchsdeggingen         |
| Darlehenskassenverein Dürrenzimmern                                     | Dürrenzimmern               | 1896          | 1971        | Nördlingen              |
| Darlehenskassenverein Munzingen                                         | Munzingen                   | 1896          | 1970        | Wallerstein             |
| -                                                                       | Schmähingen                 | 1896          | 1968        | Reimlingen              |
| Spar- und Darlehenskassenverein Amerdingen eGmuH                        | Amerdingen                  | 1897          | 1980        | Oberes Kesseltal        |
| Darlehenskassenverein Hainsfarth                                        | Hainsfarth                  | 1897          | 1962        | Oettingen               |
| Darlehenskassenverein Hochaltingen                                      | Hochaltingen                | 1898          | 1971        | Oettingen               |
| Raiffeisenkasse Minderoffingen-Bühlingen-Enslingen                      | Minderoffingen              | 1898          | 1974        | Wallerstein             |
| Darlehenskasse Schopflohe                                               | Schopflohe                  | 1898          | 1966        | Fremdingen              |
| Spar- und Darlehenskassenverein Belzheim                                | Belzheim                    | 1899          | 1975        | Oettingen               |
| Darlehenskassenverein Herblingen                                        | Herblingen                  | 1901          | 1963        | Hochaltingen            |
| -                                                                       | Utzwingen                   | 1901          | 1963        | Maihingen               |
| Enkinger Spar- und Darlehenskassenverein eGmuH                          | Enkingen                    | 1902          | 1968        | Möttingen               |
| Großsorheimer Spar- und Darlehenskassenverein                           | Großsorheim                 | 1902          | 1968        | Möttingen               |
| -                                                                       | Maihingen                   | 1904          | 1980        | Wallerstein             |
| Darlehenskassenverein Fremdingen                                        | Fremdingen                  | 1905          | 1971        | Wallerstein             |
| -                                                                       | Birkhausen                  | 1908          | 1968        | Wallerstein             |
| -                                                                       | Reimlingen                  | 1908          | 1979        | Nördlingen              |
| Spar- und Darlehenskassenverein Forheim                                 | Forheim                     | 1910          | 1967        | Oberes Kesseltal        |
| -                                                                       | Baldingen                   | 1912          | 1971        | Nördlingen              |
| -                                                                       | Kleinerdlingen              | 1912          | 1952        | Nördlingen              |
| -                                                                       | Holheim                     | 1913          | -           | anschließend Nördlingen |
| Ehinger Spar- und Darlehenskassenverein                                 | Ehingen                     | 1919          | 1969        | Oettingen               |
| Spar- und Darlehenskassenverein Hausen eGmuH                            | Hausen                      | 1919          | 1964        | Oettingen               |
| -                                                                       | Herkheim                    | 1919          | 1968        | Reimlingen              |
| Niederhofen-Erlbacher Spar- und Darlehenskassenverein eGmuH Niederhofen | Niederhofen-Erlbach         | 1919          | 1964        | Oettingen               |
| -                                                                       | Bollstadt                   | 1919          | 1967        | Oberes Kesseltal        |
| -                                                                       | Oettingen                   | 1919          | 1998        | RVB Ries                |
| -                                                                       | Ehringen                    | 1920          | 1967        | Wallerstein             |
| -                                                                       | Nördlingen (Raiffeisenbank) | 1920          | -           | -                       |
| -                                                                       | Untermagerbein              | 1920          | 1969        | Mönchsdeggingen         |
| Darlehenskassenverein Hoppingen                                         | Hoppingen                   | 1921          | 1966        | Heroldingen             |
| -                                                                       | Rühlingstetten              | 1921          | 1965        | Fremdingen              |
| -                                                                       | Wemdinger Viertel           | 1976          | -           | -                       |
| RB Bissingen eG                                                         | Bissingen                   | 1891          | 2023        | Nördlingen              |
|                                                                         |                             |               |             |                         |